# Badminton-Nationalliga A 2016/17
Die Badminton-Nationalliga A der Saison 2016/17 als höchste Spielklasse im Badminton in der Schweiz zur Ermittlung des nationalen Mannschaftsmeisters bestand aus einer Vorrunde im Modus Jeder gegen jeden und anschließenden Play-off-Spielen. Meister wurde das Team Argovia.

## Vorrunde
| Platz | Team                    | Spiele | G  | U | V  | Punkte | Spielpunkte | Sätze   | Bälle     |
| ----- | ----------------------- | ------ | -- | - | -- | ------ | ----------- | ------- | --------- |
| 1     | BC Uzwil                | 14     | 10 | 3 | 01 | 39     | 74-38       | 166-98  | 5066-4534 |
| 2     | Team Argovia            | 14     | 08 | 4 | 02 | 37     | 70-42       | 155-106 | 4929-4450 |
| 3     | BV St. Gallen-Appenzell | 14     | 08 | 5 | 01 | 35     | 65-47       | 150-118 | 4924-4774 |
| 4     | BC Yverdon-les-Bains    | 14     | 06 | 2 | 06 | 30     | 61-51       | 135-120 | 4689-4547 |
| 5     | SC Uni Basel Badminton  | 14     | 04 | 4 | 06 | 26     | 53-59       | 120-136 | 4489-4695 |
| 6     | BC Adliswil             | 14     | 03 | 3 | 08 | 23     | 49-63       | 116-134 | 4381-4372 |
| 7     | BC La Chaux-de-Fonds    | 14     | 03 | 3 | 08 | 21     | 44-68       | 110-147 | 4518-4801 |
| 8     | BC Genève               | 14     | 01 | 2 | 11 | 13     | 32-80       | 82-175  | 4141-4964 |

## Halbfinale
- BC Yverdon-les-Bains – BC Uzwil: 5:3, 4:4
- Team Argovia – BV St. Gallen-Appenzell: 5:3, 5:3

## Endspiel
- Team Argovia – BC Yverdon-les-Bains: 4:4, 5:1